# Gephyromantis leucomaculatus
Gephyromantis leucomaculatus är en groddjursart som först beskrevs av Jean Guibé 1975.  Gephyromantis leucomaculatus ingår i släktet Gephyromantis och familjen Mantellidae. IUCN kategoriserar arten globalt som nära hotad. Inga underarter finns listade i Catalogue of Life.